# Glacier Gondogoro
Le glacier Gondogoro (parfois orthographié « Gondoghoro ») est un glacier situé à proximité de Concordia dans la région autonome du Gilgit-Baltistan, au Pakistan. Il est emprunté comme itinéraire alternatif pour rejoindre Concordia[réf. nécessaire], site à la confluence du glacier du Baltoro et du glacier Godwin-Austen.